# Pheidole ensifera
Pheidole ensifera är en myrart som beskrevs av Auguste-Henri Forel 1897. Pheidole ensifera ingår i släktet Pheidole och familjen myror. Inga underarter finns listade i Catalogue of Life.

## Bildgalleri

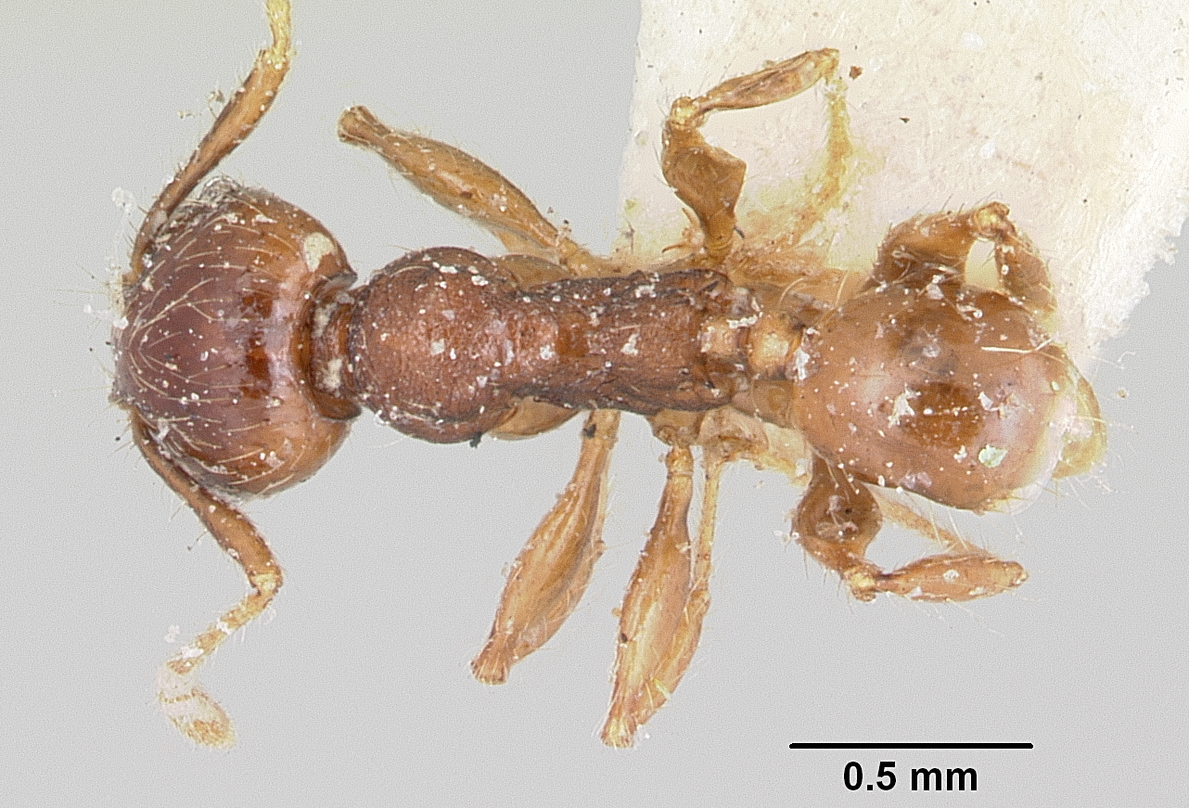
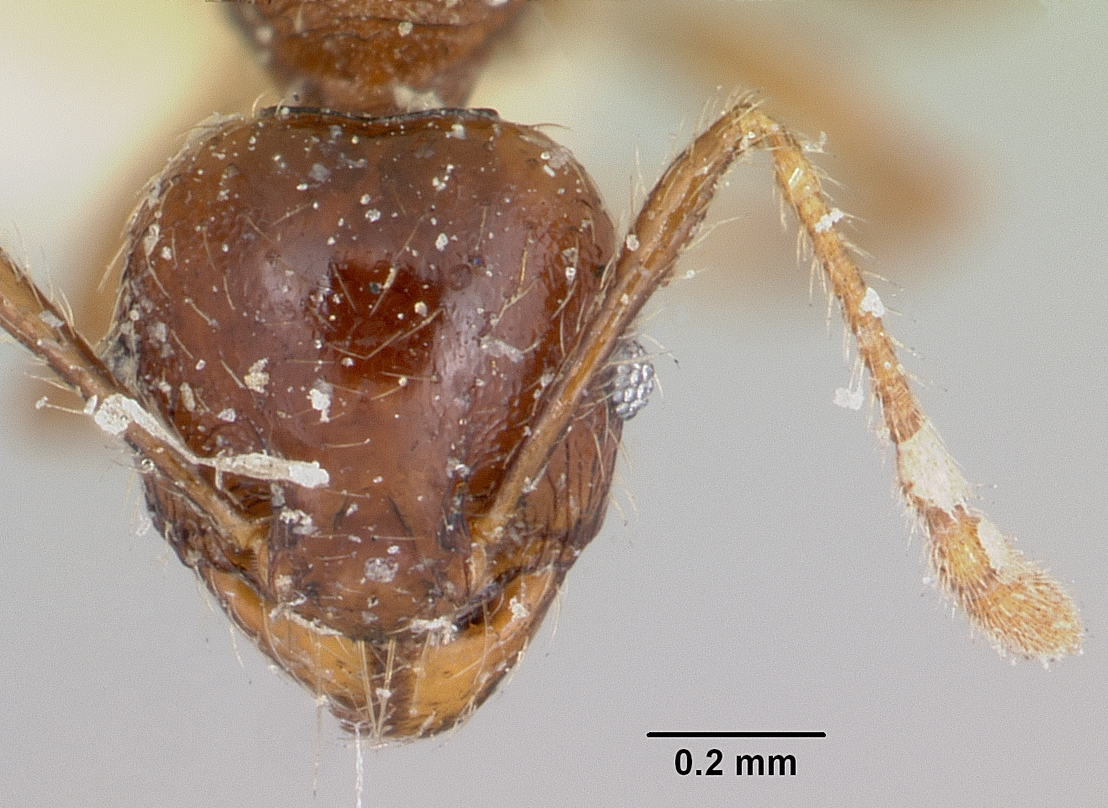
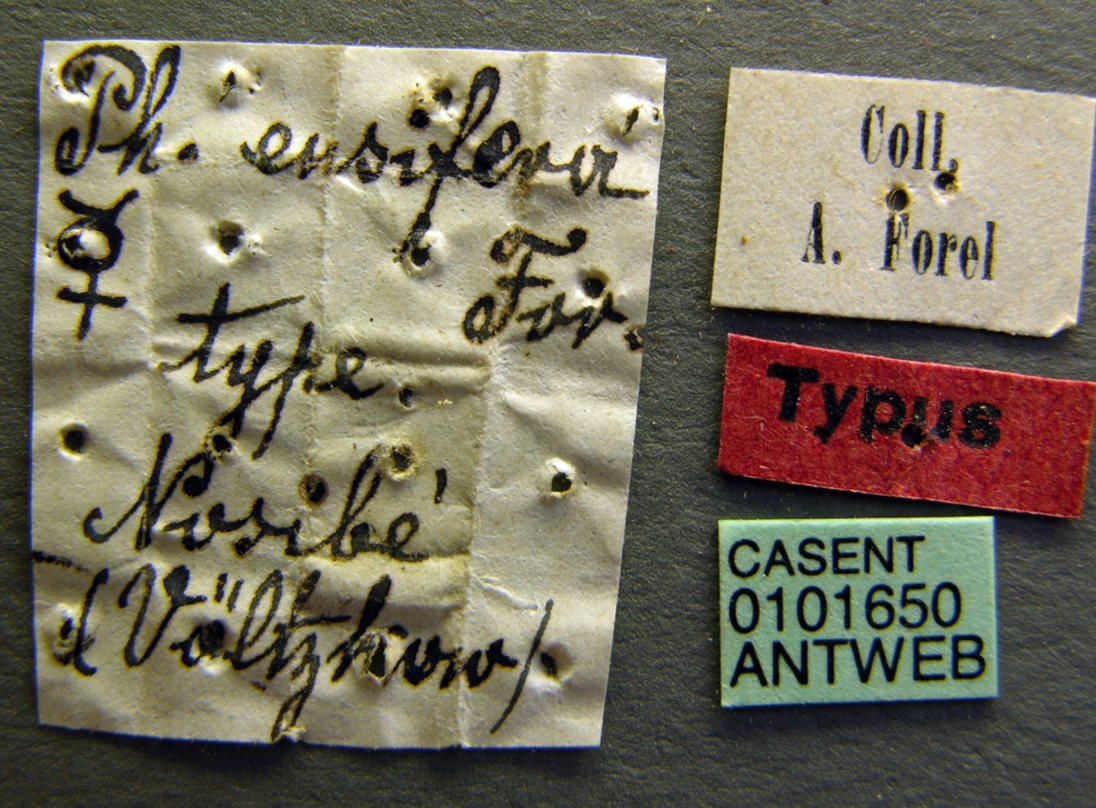
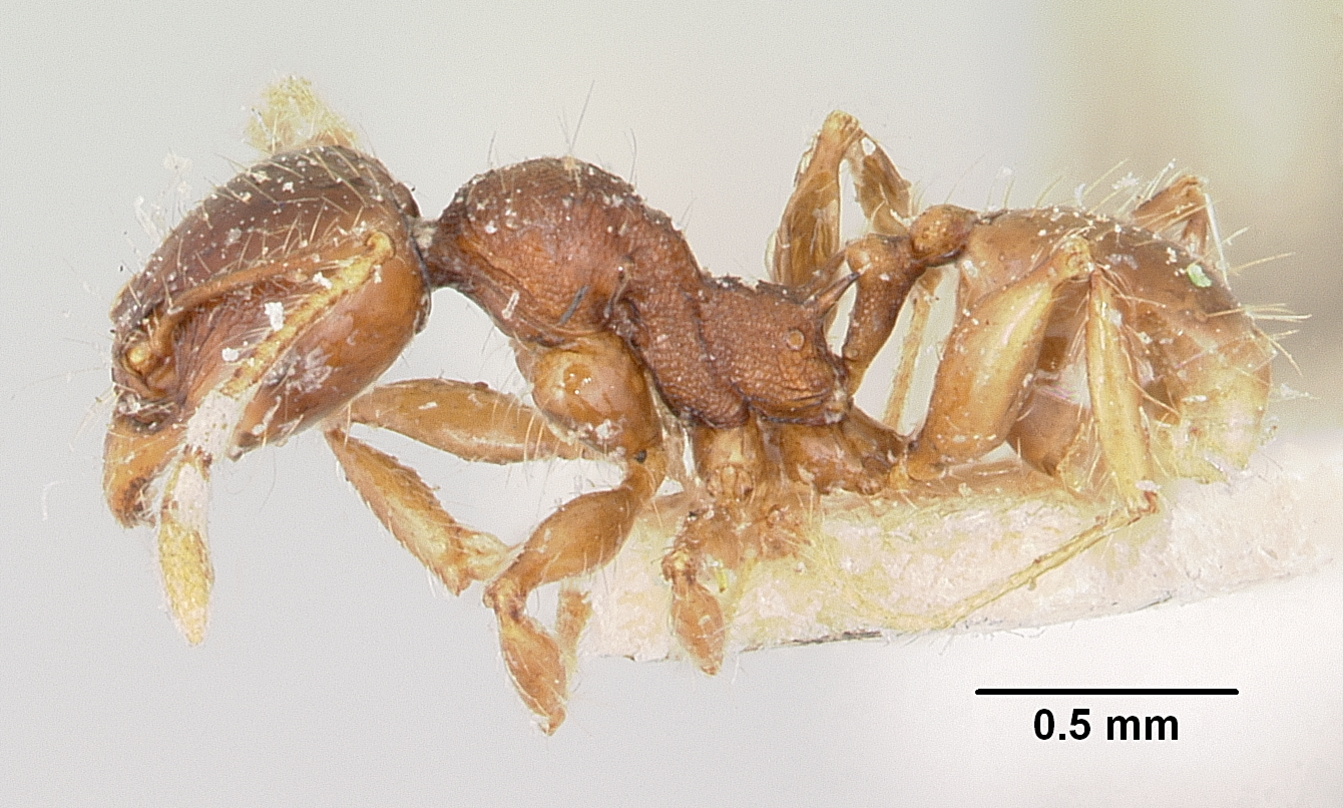
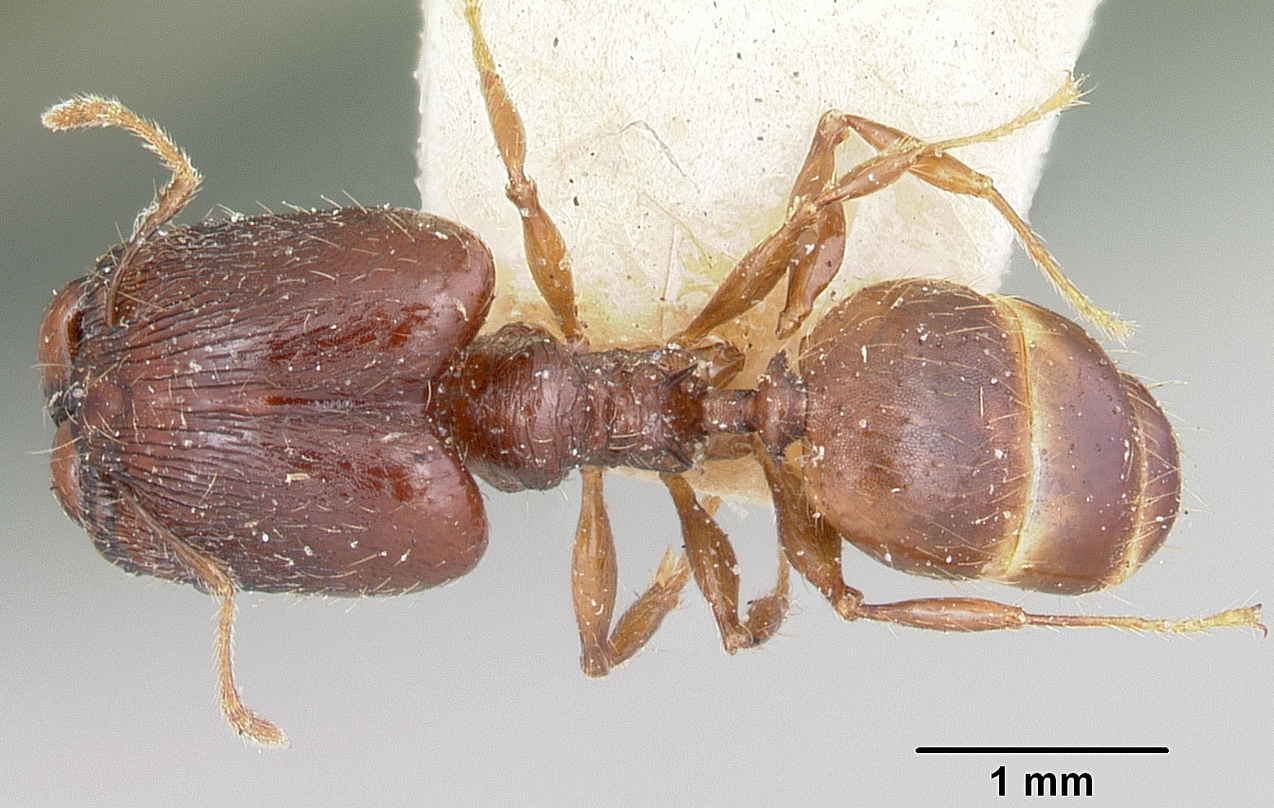
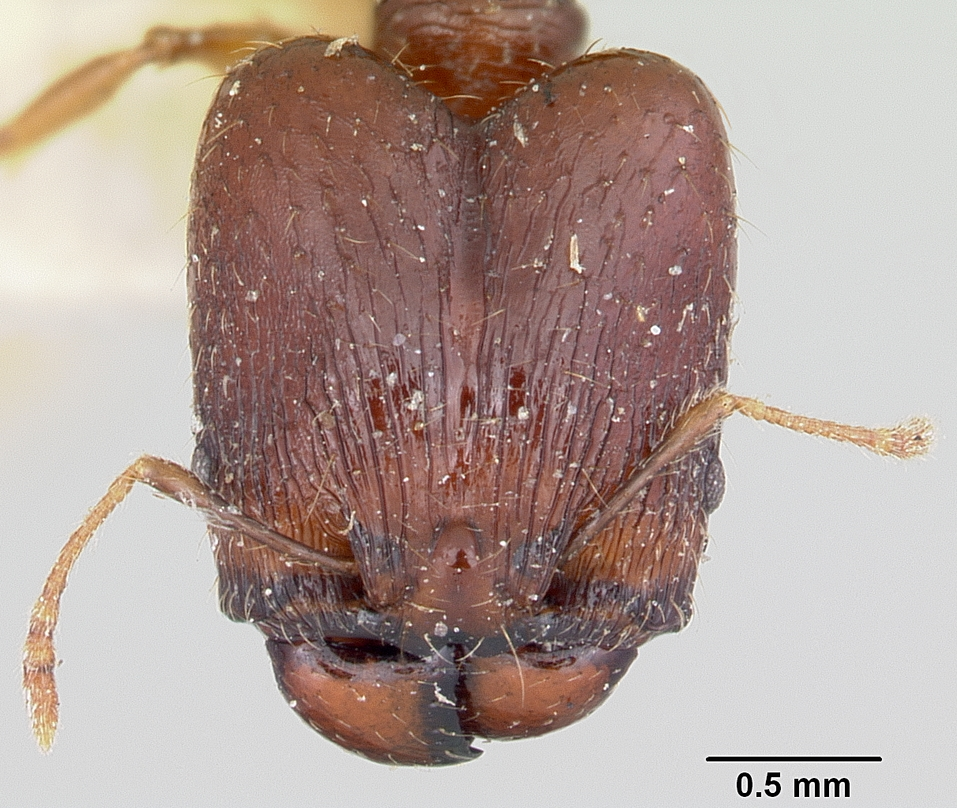